# Джанет Лі (тенісистка)
Джанет Лі (англ. Janet Lee; нар. 22 жовтня 1976) — колишня американська тенісистка.
Найвищу одиночну позицію світового рейтингу — 79 місце досягла 6 квітня, 1998, парну — 20 місце — 17 лютого, 2003 року.
Здобула 2 одиночні та 3 парні титули.
Найвищим досягненням на турнірах Великого шолома був чвертьфінал в парному розряді.
Завершила кар'єру 2006 року.

## Фінали турнірів WTA

### Парний розряд (3–3)
| Легенда           |
| ----------------- |
| Tier I (0–0)      |
| Tier II (1–0)     |
| Tier III (1–3)    |
| Tier IV & V (1–0) |

| Результат | Ранг | Дата     | Турнір                                      | Покриття   | Партнерка      | Суперниці                          | Рахунок            |
| --------- | ---- | -------- | ------------------------------------------- | ---------- | -------------- | ---------------------------------- | ------------------ |
| Поразка   | 1.   | Лют 2001 | Оклагома-Сіті, США                          | Тверде (i) | Вінне Пракуся  | Аманда Кетцер Лорі Макніл          | 3–6, 6–2, 0–6      |
| Перемога  | 1.   | Лип 2001 | Silicon Valley Classic, США                 | Тверде     | Вінне Пракуся  | Ніколь Арендт Кароліна Віс         | 3–6, 6–3, 6–3      |
| Поразка   | 2.   | Вер 2001 | Commonwealth Bank Tennis Classic, Індонезія | Тверде     | Вінне Пракуся  | Еві Домінікович Тамарін Танасугарн | 7–6(7–4), 2–6, 3–6 |
| Поразка   | 3.   | Жов 2001 | Japan Open, Японія                          | Тверде     | Вінне Пракуся  | Лізель Губер Рейчел Макквіллан     | 2–6, 0–6           |
| Перемога  | 2.   | Вер 2002 | China Open (теніс), КНР                     | Тверде     | Анна Курникова | Суґіяма Ай Фудзівара Ріка          | 7–5, 6–3           |
| Перемога  | 3.   | Лют 2003 | Qatar Ladies Open, Катар                    | Тверде     | Вінне Пракуся  | Марія Венто-Кабчі Анжелік Віджайя  | 6–1, 6–3           |

## Фінали ITF
| Легенда          |
| ---------------- |
| турніри $100,000 |
| турніри $75,000  |
| турніри $50,000  |
| турніри $25,000  |
| турніри $10,000  |

### Одиночний розряд (2–1)
| Результат | Ранг | Дата            | Турнір                    | Покриття | Суперниця           | Рахунок       |
| --------- | ---- | --------------- | ------------------------- | -------- | ------------------- | ------------- |
| Поразка   | 1.   | 12 вересня 1994 | Ванкувер, Канада          | Тверде   | Соня Джеясілан      | 2–6, 4-6      |
| Перемога  | 2.   | 21 липня 2001   | Мава (Нью-Джерсі), США    | Тверде   | Светлана Кривенчева | 6–4, 7–6(5)   |
| Перемога  | 3.   | 2 червня 2002   | Сербітон, Велика Британія | Трава    | Лора Гренвілл       | 4–6, 6–4, 6-4 |

### Парний розряд (9–4)
| Результат | Ранг | Дата             | Турнір                                 | Покриття   | Партнерка                | Суперниці                         | Рахунок       |
| --------- | ---- | ---------------- | -------------------------------------- | ---------- | ------------------------ | --------------------------------- | ------------- |
| Поразка   | 1.   | 23 вересня 1999  | Санта-Клара, США                       | Тверде     | Лакшмі Порурі            | Мейлен Ту Аманда Вейнрайт         | 5–7, 2–6      |
| Поразка   | 2.   | 10 лютого 1997   | Мідленд, США                           | Тверде (i) | Ліндсей Лі-Вотерс        | Анджела Леттьєр Нана Міяґі        | 3–6, 2–6      |
| Перемога  | 3.   | 9 березня 1997   | Рокфорд (Іллінойс), США                | Тверде     | Марія Страндлунд         | Олена Брюховець Нелле ван Лоттум  | 7–6, 6–3      |
| Перемога  | 4.   | 30 червня 1997   | Флашинг, США                           | Тверде     | Ліндсей Лі-Вотерс        | Кері Фебус Лі Фан                 | 6–2, 2–6, 6–3 |
| Перемога  | 5.   | 22 вересня 1997  | Ньюпорт-Біч, США                       | Тверде     | Джинджер Гелгесон-Нілсен | Аманда Огастус Емі Дженсен        | 6–3, 6-3      |
| Поразка   | 6.   | 16 квітня 2000   | Ла-Каньяда-Флінтридж (Каліфорнія), США | Тверде     | Вінне Пракуся            | Аманда Огастус Джулі Ту           | 3–6, 1–6      |
| Перемога  | 7.   | 9 липня 2000     | Лос-Гатос, США                         | Тверде     | Ванесса Вебб             | Сандра Качіч Рената Колбовіч      | 6–4, 6-1      |
| Перемога  | 8.   | 31 липня 2000    | Лексінгтон (Кентуккі), США             | Тверде     | Вінне Пракуся            | Сандра Качіч Рената Колбовіч      | 6–2, 3–6, 6–2 |
| Поразка   | 9.   | 29 квітня 2001   | Сарасота, США                          | Ґрунт      | Саманта Рівз             | Мелісса Міддлтон Нірупама Санджив | 4–6, 2–6      |
| Перемога  | 10.  | 1 травня 2001    | Дотан (Алабама), США                   | Ґрунт      | Марісса Ірвін            | Аліна Жидкова Габріела Волекова   | 6–0, 6–2      |
| Перемога  | 11.  | 5 лютого 2002    | Мідленд, США                           | Тверде (i) | Олена Татаркова          | Марія Гезненге Міхаела Паштікова  | 6–1, 6–3      |
| Перемога  | 12.  | 22 липня 2003    | Лексінгтон (Кентуккі), США             | Тверде     | Джессіка Ленгофф         | Бріанн Стюарт Крістіна Вілер      | 6–3, 6-4      |
| Перемога  | 13.  | 4 листопада 2003 | Піттсбург, США                         | Тверде     | Емі Фрейзер              | Хісела Дулко Мейлен Ту            | 3–6, 6–1, 6-2 |